# Кейпл, Стивен (младший)
Стивен Кейпл-младший (англ. Steven Caple Jr.; род. 16 февраля 1988) — американский кинорежиссёр, продюсер и сценарист. Получил известность благодаря ролям в фильмах The Land (2016), «Крид 2» (2018), A Different Tree и Prentice-N-Fury’s Ice Cream Adventure. В 2017 году Forbes назвал Кэпла-младшего одним из «30 до 30» в Голливуде и индустрии развлечений.

## Биография
Кейпл сделал свой первый большой прорыв, когда его студенческий фильм «Другое дерево» выиграл конкурс короткометражных фильмов HBO.
Премьера полнометражного фильма Кейпла «Земля» состоялась на кинофестивале «Сандэнс» в 2016 году, где фильм был приобретен кинокомпанией IFC Films . В этом дебютном полнометражном фильме рассказывается история четырёх мальчиков-подростков, которые посвящают свое лето побегу с улиц Кливленда, чтобы жить своей мечтой о профессиональном скейтбординге. Фильм вышел 29 июля 2016 года. Кепл впоследствии был назван одним из 25 лучших прорывных режиссёров 2016 года.
Кейпл потом написал громкий проект для HBO «Эммет Тилль», продюсерами которого выступили такие известные персоны, как Уилл Смит, Кейси Аффлек и Джей-Зи. Мини-сериал из шести эпизодов адаптирован из биографии Девери Андерсона 2015 года «Эммет Тилль: убийство, потрясшее мир и положившее начало движению за гражданские права». Он основан на реальной истории 14-летнего чернокожего подростка Эмметта Тилля, который был жестоко убит после того, как якобы флиртовал с белой женщиной в Миссисипи в 1955 году.
Следующим фильмом Кейпла стал спортивный боевик 2018 года «Крид 2», продолжение фильма «Крид» 2015 года и восьмая часть серии фильмов « Рокки». Сильвестр Сталлоне сказал следующую речь о назначении Кэпла режиссёром: «Я считаю, что для режиссера важно быть частью этого поколения, как и я в своём, чтобы сделать историю, как можно более интересной. Нам очень повезло, что талантливый молодой режиссер Стивен Кейпл-младший выступил в роли режиссера. Я уверен, что он и Майкл Б. Джордан выйдут из парка!» Производство фильма Creed II началось весной 2018 года. Фильм вышел 21 ноября 2018 года и получил положительные отзывы.

## Фильмография
| Год  | Фильм                                 | Зачислено | Зачислено | Зачислено | Примечания             |
| Год  | Фильм                                 | Режиссёр  | Сценарист | Другой    | Примечания             |
| ---- | ------------------------------------- | --------- | --------- | --------- | ---------------------- |
| 2011 | Сердце героя                          | Нет       | Нет       | Да        |                        |
| 2011 | Process of Elimination                | Да        | Да        | Нет       |                        |
| 2012 | Prentice-N-Fury's Ice Cream Adventure | Да        | Да        | Да        | Продюсер и редактор    |
| 2013 | Directing a Sample                    | Да        | Нет       | Нет       |                        |
| 2014 | The Land of Misfits                   | Да        | Да        | Нет       |                        |
| 2014 | A Different Tree                      | Да        | Нет       | Нет       |                        |
| 2016 | Земля обетованная                     | Да        | Да        | Нет       |                        |
| 2018 | Повзрослевшие                         | Да        | Нет       | Нет       | Телесериал : 2 эпизода |
| 2018 | Крид 2                                | Да        | Нет       | Нет       |                        |
| 2023 | Трансформеры: Восхождение Звероботов  | Да        | Нет       | Нет       |                        |